# Лимфома
Лимфомата е общото название на неоплазми на клетки и клетъчни прекурсори от имунната система. През 1832 г. английският лекар Томас Ходжкин описва болестта за пръв път. Днес най-общо групата се дели на болест на Ходжкин и неходжкинови лимфоми. Представката „лимф-“ показва, че в началото на заболяването е злокачествена промяна в лимфоцитите, които започват да се делят неконтролируемо, а наставката „-ома“ идва от „тумор“ на гръцки. Възникналите тумори увеличават лимфните възли и изместват здрави клетки в кръвта. Разпространяват се по цялото тяло, като засягат и нелимфни органи.